# 长鳍短额鲆
长鳍短额鲆（学名：Engyprosopon filipennis）为輻鰭魚綱鰈形目鰈亞目鲆科短额鲆属的鱼类，俗名长鳍狭额鲆，是中国的特有物种。分布于海南岛、广东到台湾附近海区等，属于南海北部特有的暖水性底层鱼，體長可達10.6公分，生活習性不明。该物种的模式产地在海南岛的陵水、新村、三亚。